# Una vita da riavvolgere
Una vita da riavvolgere (Si lo hubiera sabido) è una serie televisiva drammatica turco-spagnola, distribuita sul servizio di streaming Netflix il 28 ottobre 2022. È creata da Ece Yörenç e sviluppata da Irma Correa per Netflix, diretta da Liliana Bocanegra, Alejandro Bazzano, Sasha Politoff e Humberto Miró, scritta da Irma Correa e Joaquín Santamaría, prodotta da Boomerang TV ed ha come protagonisti Megan Montaner, Miquel Fernández, Michel Noher, Salva Reina, Jael Pascual, Eduardo Lloveras e Boré Buika.
In Italia la serie è stata distribuita sul servizio di streaming Netflix il 28 ottobre 2022.

## Trama
Emma Castellanos è una donna di trent'anni delusa dal matrimonio di dieci anni con suo marito Fernando "Nando" Mejía e della sua vita familiare e che sente che la sua vita ha perso il suo splendore. Bloccata in una carreggiata senza romanticismo o emozione, si rende conto che se potesse tornare indietro nel tempo, non accetterebbe la proposta di matrimonio di Nando e decide che dovrebbe divorziare da lui. Un paio di giorni dopo, mentre è in viaggio per vedere una rara eclissi lunare con i suoi amici, un errore nel tempo la rimanda indietro di dieci anni al 2008. Inoltre, Emma con la mente da trentenne, si sente intrappolata nel corpo di quando aveva vent'anni. La vita le dà la possibilità di rivalutare chi era e chi vuole diventare, con il netto vantaggio di sapere già cosa riserva il mondo nel prossimo decennio.

## Episodi
| Stagione       | Episodi | Pubblicazione Spagna | Pubblicazione Italia |
| -------------- | ------- | -------------------- | -------------------- |
| Prima stagione | 8       | 2022                 | 2022                 |

## Personaggi e interpreti

### Personaggi principali
- Emma Castellanos, interpretata da Megan Montaner, doppiata da Benedetta Degli Innocenti.
- Fernando "Nando" Mejía, interpretato da Miquel Fernández, doppiato da Edoardo Stoppacciaro.
- Rubén Mayer, interpretato da Michel Noher, doppiato da Marco Vivio.
- Alfredo Fernández (episodi 1, 3-8), interpretato da Salva Reina, doppiato da Andrea Lavagnino.
- Isabel "Isa" Jiménez, interpretata da Jael Pascual, doppiata da Domitilla D'Amico.
- Deme, interpretato da Eduardo Lloveras, doppiato da Stefano Crescentini.
- Andrés, interpretato da Boré Buika, doppiato da Nanni Baldini.

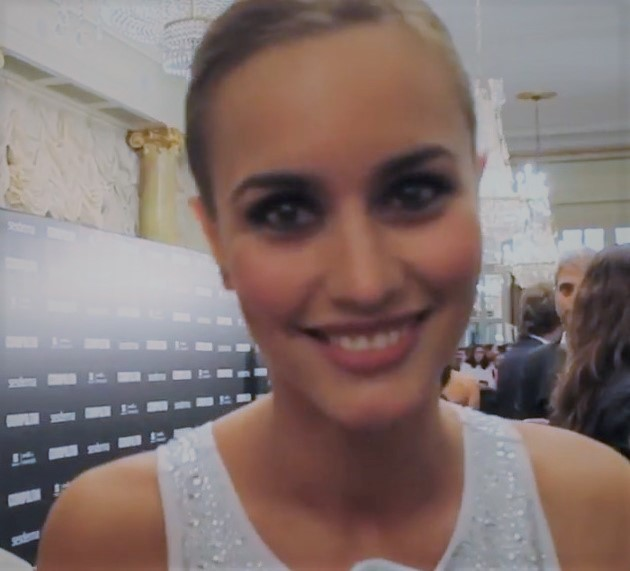
Megan Montaner interpreta Emma Castellanos
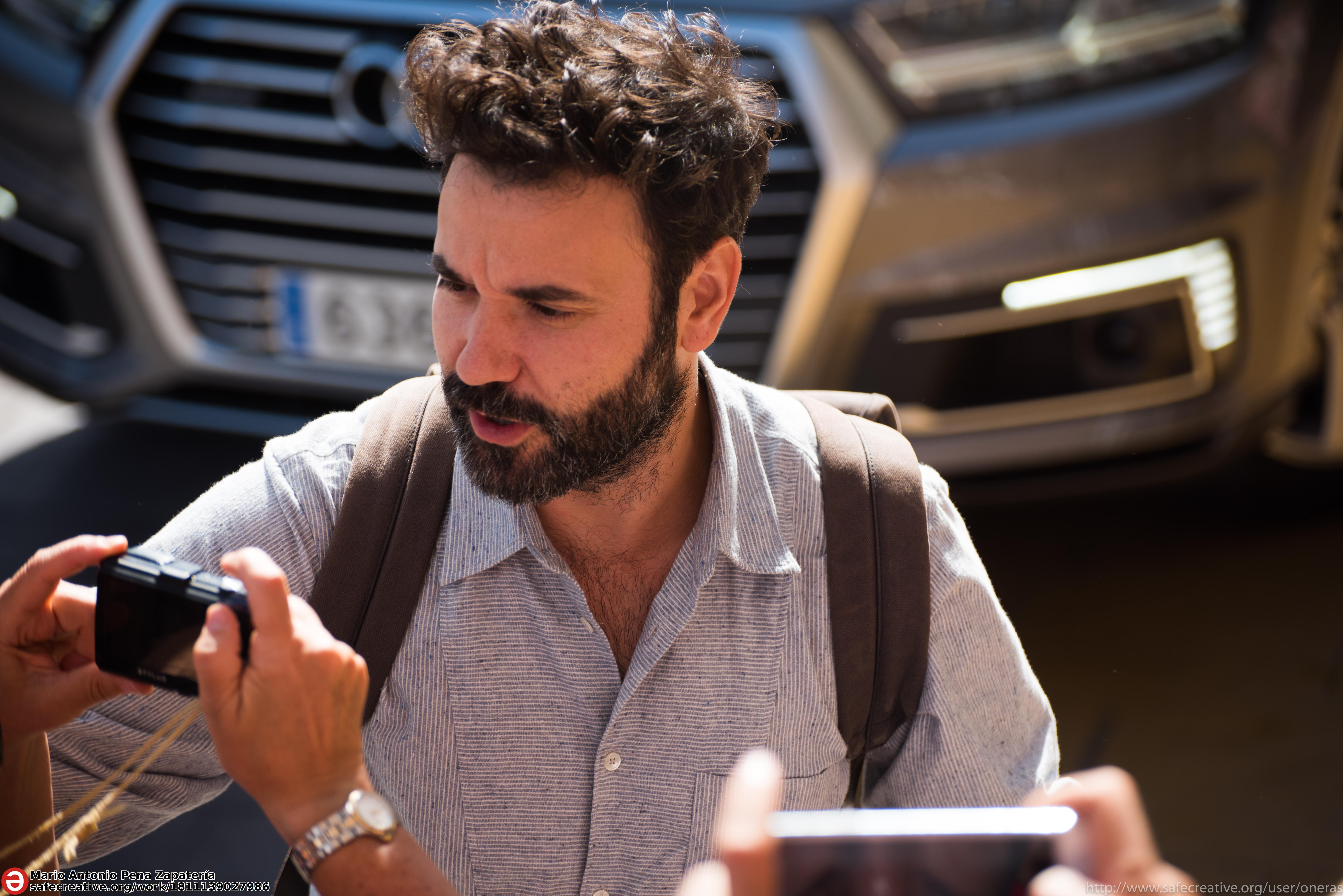
Miquel Fernández interpreta Fernando "Nando" Mejía
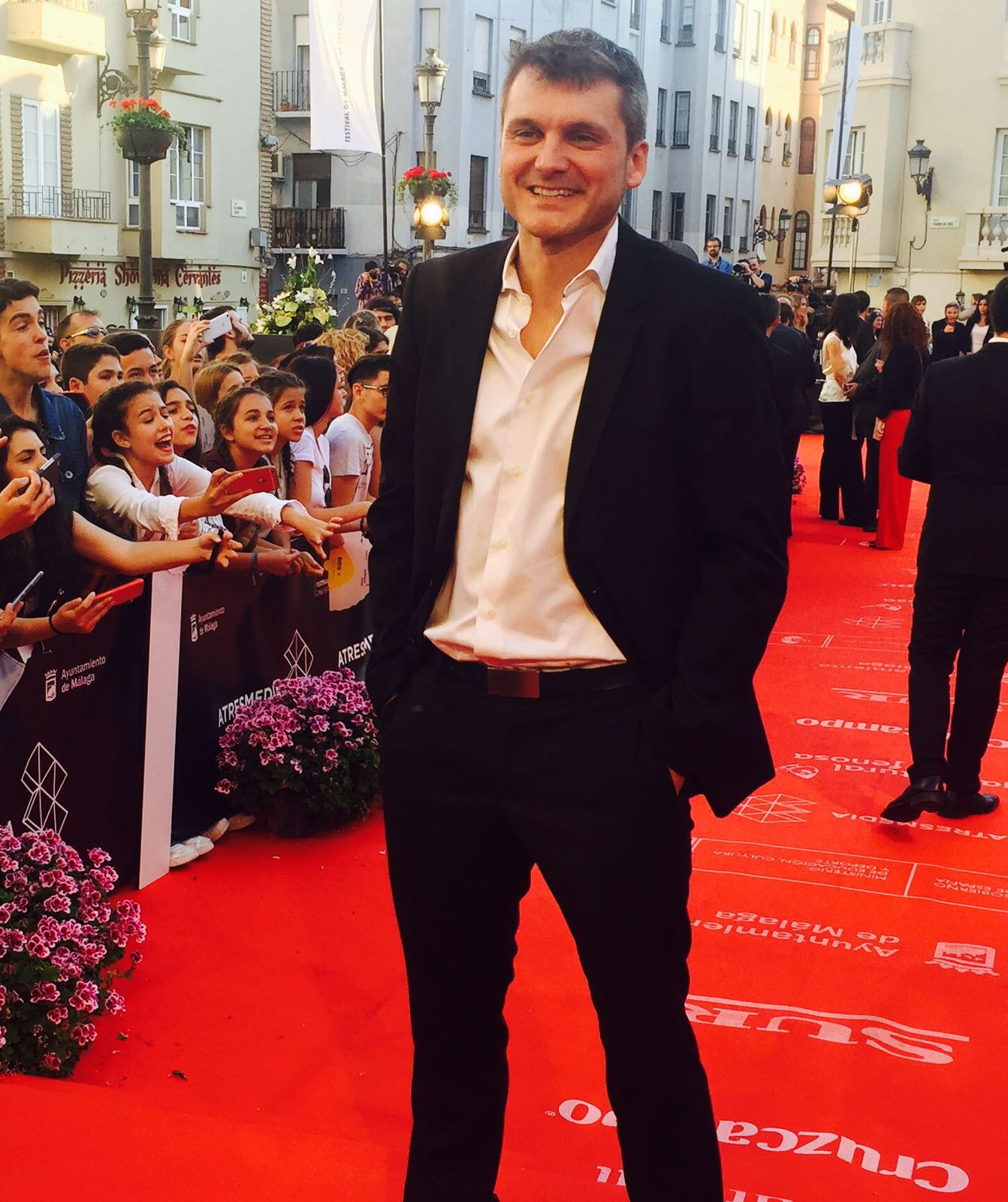
Salva Reina interpreta Alfredo Fernández

### Personaggi ricorrenti
- Pacita, interpretata da Inma Sancho, doppiata da Anna Cugini.
- Mario Mejía Castellanos (episodi 1, 3, 6-8), interpretato da Andrés Deluca.
- Anna (episodi 1, 5, 7-8), interpretata da Andrea Tivadar.
- Mía Mejía Castellanos (episodi 1, 3, 6-8), interpretata da Daniela Soneira.
- Sergio, interpretato da Gonzalo Caps.
- ¿?, interpretata da Irina Bravo.
- ¿? (episodi 1, 3-4, 6-8), interpretata da Almar G. Sato.
- ¿? (episodi 1, 4, 8), interpretata da Natalia Khod.
- ¿? (episodi 1, 3, 5, 8), interpretato da Pedro Bachura.
- Johnny (episodi 1, 3-5, 8), interpretato da Alberto Raw.
- Rubén Mayer (episodi 1-3), interpretato da Manuel Ollero.
- Cayetano Castellanos (episodi 2-8), interpretato da Ferran Rañé, doppiato da Ambrogio Colombo.
- ¿? (episodi 3-4, 7), interpretato da Antonio Reyes.
- ¿? (episodi 3-4, 6-8), interpretata da Alicia Hernández.
- ¿? (episodi 3-5), interpretata da Maica Barroso.
- Don Samuel Olivar (episodi 3-7), interpretato da Manuel Regueiro.
- ¿? (episodi 3-7), interpretato da Paku Granxa.
- Pilar Márquez (episodi 3-5), interpretata da Amparu Saizar.

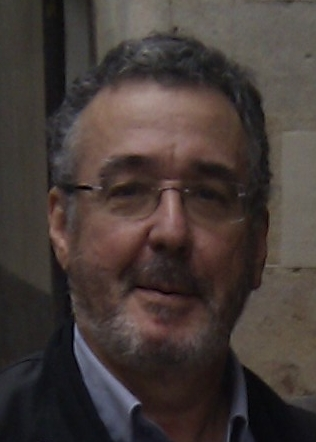
Ferran Rañé interpreta Cayetano Castellanos

## Produzione
La serie è stata creata da Ece Yörenç e sviluppata da Irma Correa per Netflix. È diretta da Liliana Bocanegra, Alejandro Bazzano, Sasha Politoff e Humberto Miró, scritta da Irma Correa e Joaquín Santamaría e prodotta da Boomerang TV.

### Origine
La serie è stata originariamente creata dalla sceneggiatrice turca Ece Yörenç (meglio nota per essere la co-sceneggiatrice della serie turca Fatmagül'ün Suçu Ne?) con il titolo Şimdiki Aklım Olsaydı, ed era originariamente in fase di sviluppo per Netflix come serie turca. Tuttavia, la produzione è stata cancellata dalla piattaforma nel luglio 2020, poiché il consiglio supremo della radio e della televisione della Turchia (RTÜK) ha rifiutato di concedere l'autorizzazione per le riprese della serie, a causa della presenza di un personaggio gay.
Nell'aprile 2021, sei mesi dopo la cancellazione, Netflix España ha annunciato sul suo account Twitter, insieme ad altre notizie dalle sue produzioni spagnole, che Şimdiki Aklım Olsaydı era stato ripreso in Spagna con il titolo Si lo hubiera sabido, con Megan Montaner come protagonista. Irma Correa, che aveva già lavorato come sceneggiatrice all'adattamento spagnolo della serie Fatmagül'ün Suçu Ne?, Alba, è stata incaricata di adattare l'idea del progetto originale alla Spagna. Ece Yörenç ha agito come consulente per l'adattamento spagnolo.

### Sviluppo
La serie è stata originariamente sviluppata in Turchia con il titolo Şimdiki Aklım Olsaydı, ma dopo le lamentele da parte delle autorità turche su un personaggio omosessuale, Netflix ha cancellato la serie e ha deciso invece di spostare la sua produzione in Spagna e adattare la sua storia al paese con il titolo Si lo hubiera sabido.

### Presentazione
Il 19 settembre 2022, Netflix ha pubblicato le prime immagini della serie e ha annunciato che sarebbe stata presentata in anteprima il 28 ottobre dello stesso anno.

### Riprese
Le riprese della serie sono iniziate il 27 luglio 2021, in seguito all'annuncio di Netflix, ed è stata girata nelle città di Siviglia, Madrid e Parigi.

## Distribuzione

### Spagna
In originale la serie è composta da 8 episodi la cui durata varia dai 31 ai 37 minuti ciascuna, è stata distribuita sul servizio di streaming Netflix il 28 ottobre 2022.

### Italia
In Italia la serie è composta dagli stessi 8 episodi la cui durata varia dai 31 ai 37 minuti ciascuna, è stata distribuita sul servizio di streaming Netflix il 28 ottobre 2022.

## Accoglienza

### Ricezione
La creatrice della serie Ece Yörenç ha descritto il destino finale del progetto come terrificante per il futuro e ha insistito sul fatto che non c'erano scene di sesso o contatto fisico tra l'uomo omosessuale e altri personaggi nella trama.